# NGC 4761
NGC 4761 (другие обозначения — MCG -1-33-39, HCG 62C, PGC 43768) — эллиптическая галактика (E) в созвездии Девы.
В галактике наблюдается рентгеновское излучение мощностью 1,2⋅1038 эрг/с. Оптическое излучение галактики состоит в основном из излучения звёзд, активности в ней не наблюдается. Она находится в центральной части группы HCG 62.
Этот объект входит в число перечисленных в оригинальной редакции «Нового общего каталога».